# Серпокрилець зімбабвійський
Серпокрилець зімбабвійський (Schoutedenapus myoptilus) — вид невеликих птахів родини серпокрильцевих (Apodidae). Поширений в Африці.

## Поширення
Вид має диз'юктивний ареал. Поширений в Афромонтанському регіоні: гори Камерунської лінії, гірські ліси Альбертінського рифту, гори Кенії, Танзанії, Малаві та Мозамбіку.

## Підвиди
- Schoutedenapus myoptilus chapini (Prigogine, 1957) — східна частина Демократичної Республіки Конго, Руанда та південно-західна Уганда;
- Schoutedenapus myoptilus myoptilus (Salvadori, 1888) —  розсіяні популяції від Кенії на південь до Зімбабве; спостерігали також в Ефіопії, Південному Судані, Анголі та Південній Африці;
- Schoutedenapus myoptilus poensis (Alexander, 1903) — острів Біоко, Камерун.

## Етимологія
- Рід Schoutedenapus названо на честь бельгійського зоолога Анрі Шутедена (1881-1972);
- Видова назва myoptilus походить з грецьких слів μυος  «миша» (тобто сірий, як миша); πτιλον - «оперення»;
- Підвид poensis вказує на острів Фернандо-По (нині Біоко, Екваторіальна Гвінея);
- Підвид chapini названо на честь американського орнітолога Джеймса Пола Чепіна (1889–1964), колекціонера з Бельгійського Конго, куратора Американського музею природознавства.